# 艾米利亞-羅馬涅語

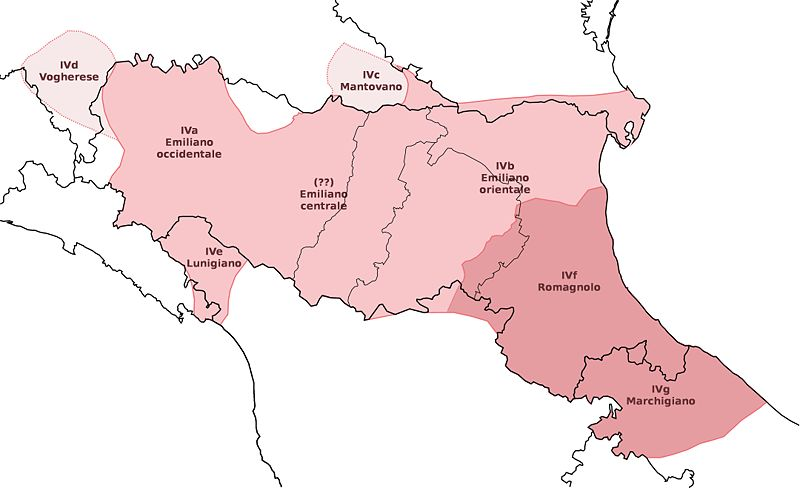
使用区域

艾米利亚-罗马涅語（Emiliàn-romagnòl）是一种语言，主要在意大利艾米利亚-罗马涅大区、伦巴第和马尔凯大区的部分地区及圣马力诺通行。有艾米利亚方言和罗马涅方言两种方言。属于少数民族语言，已列入联合国教科文组织世界濒危语言地图册，濒危程度为“危險”。